# Fiesta Nacional del Café
La Fiesta Nacional del Café, también conocida como las Fiestas de Calarcá, es una celebración anual que se realiza en el mes de junio en Calarcá, Quindío, coincidiendo con el aniversario de fundación del municipio. Este evento, que se lleva a cabo desde 1960, exalta la cultura cafetera de la región mediante una variedad de actividades, siendo sus principales atractivos el Desfile del Yipao, el Reinado Nacional del Café y las exposiciones artesanales.

## Reinado Nacional del Café
El Reinado Nacional del Café se celebra cada año desde 1983, en el marco de la Fiesta Nacional del Café; la ganadora del certamen representa a Colombia en el Reinado Internacional del Café, celebrado anualmente durante la Feria de Manizales. Las candidatas concursantes representan a los diferentes departamentos y distritos del país.

### Ganadoras del concurso
| Año  | Candidata                            | Representación      | Reinado Internacional |
| ---- | ------------------------------------ | ------------------- | --------------------- |
| 2025 | Laura Ximena Usme Tovar              | Tolima              | Por definir           |
| 2024 | Maria Camila Tascón Arcila           | Valle del Cauca     | Segunda Finalista     |
| 2023 | Ana Sofía Herrera Lozada             | Bogotá              | Semifinalista         |
| 2022 | Isabella Bermúdez Nieto              | Risaralda           | Reina Internacional   |
| 2021 | Mariana Loaiza Cifuentes             | Valle del Cauca     | Primera Princesa      |
| 2019 | Valentina Duarte Galvis              | Santander           | No clasificó          |
| 2018 | Scarlet Stefanía Sánchez Pinedo      | Antioquia           | Reina Internacional   |
| 2017 | Sharol Michel Ramírez Tenorio        | Buenaventura        | No clasificó          |
| 2016 | Maria Camila Múnera Galeano          | Risaralda           | No clasificó          |
| 2015 | Laura Margarita Prada Anaya          | Bogotá              | Primera Princesa      |
| 2014 | Connie Lorena Daniela Ojeda Sierra   | Cundinamarca        | No clasificó          |
| 2013 | Estefanía Muñoz Jaramillo            | Risaralda           | Virreina              |
| 2012 | Claudy Jessie Blandón Romaña         | Chocó               | Virreina              |
| 2011 | Yoselín Rincón Castillo              | Cartagena de Indias | Virreina              |
| 2010 | Jenny Marcela Arias Villada          | Meta                | Primera Princesa      |
| 2009 | Alejandra Tovar Gómez                | Huila               | No clasificó          |
| 2008 | Alejandra Mesa Estrada               | Antioquia           | Reina Internacional   |
| 2007 | Ludivia Díaz Trujillo                | Caquetá             | Semifinalista         |
| 2006 | Diana Carolina Orjuela Castaño       | Tolima              | Tercera Princesa      |
| 2005 | María Leonor Duque Trujillo          | Caldas              | Tercera Princesa      |
| 2004 | Karina Carvalho Bedoya               | Antioquia           | Tercera Princesa      |
| 2003 | Adriana Salgado Gasca                | Valle del Cauca     | Semifinalista         |
| 2002 | Adriana Fabiola Castaño Zuluaga      | Antioquia           | No clasificó          |
| 2001 | Sue Ellen López Ángel                | Quindío             | No participó          |
| 2000 | Ximena Andrea García Buitrago        | Bogotá              | No participó          |
| 1999 | Natalia Jaramillo Mejía              | Caldas              | Semifinalista         |
| 1998 | Alejandra María Gómez Cortés         | Valle del Cauca     | Finalista             |
| 1997 | Dilcey Maritza Peña Robayo           | Quindío             | No clasificó          |
| 1996 | Gladys Buitrago Caicedo              | Risaralda           | Primera Princesa      |
| 1995 | Patsy Janeth Álvarez Pérez           | Antioquia           | Primera Princesa      |
| 1994 | Margarita María Obregón Berardinelli | La Guajira          | No clasificó          |
| 1993 | Damaris D'Diego Torres               | Valle del Cauca     | No clasificó          |
| 1992 | Sabina Arenas Zuluaga                | Valle del Cauca     | Reina Internacional   |
| 1991 | Carmen Beliza Martínez Ebrat         | Atlántico           | Primera Princesa      |
| 1990 | Olga Isabel Ceballos Maya            | Magdalena           | Virreina              |
| 1989 | Ángela María Rivera Restrepo         | Antioquia           | Primera Princesa      |
| 1988 | Carmiña Cerdán Suárez                | Atlántico           | Tercera Princesa      |
| 1987 | Mónica Liliana Carrascal Pacheco     | Norte de Santander  | Tercera Princesa      |
| 1986 | Claudia María Isaza Pulido           | Quindío             | No clasificó          |
| 1985 | Ana María Arango Gómez               | Antioquia           | No participó          |
| 1984 | Clara Inés García Perthuz            | Atlántico           | Segunda Princesa      |
| 1983 | María del Pilar Pachón Piraquive     | Tolima              | No clasificó          |

### Ganadoras por departamento
| Representación       | Reinas | Años                                     |
| -------------------- | ------ | ---------------------------------------- |
| Antioquia            | 7      | 1985, 1989, 1995, 2002, 2004, 2008, 2018 |
| Valle del Cauca      | 6      | 1992, 1993, 1998, 2003, 2021, 2024       |
| Risaralda            | 4      | 1996, 2013, 2016, 2022                   |
| Tolima               | 3      | 1983, 2006, 2025                         |
| Bogotá D. C.         | 3      | 2000, 2015, 2023                         |
| Quindío              | 3      | 1986, 1997, 2001                         |
| Atlántico            | 3      | 1984, 1988, 1991                         |
| Caldas               | 2      | 1999, 2005                               |
| Bucaramanga          | 1      | 2019                                     |
| Buenaventura         | 1      | 2017                                     |
| Cundinamarca         | 1      | 2014                                     |
| Chocó                | 1      | 2012                                     |
| Cartagena, D.T. y C. | 1      | 2011                                     |
| Meta                 | 1      | 2010                                     |
| Huila                | 1      | 2009                                     |
| Caquetá              | 1      | 2007                                     |
| La Guajira           | 1      | 1994                                     |
| Magdalena            | 1      | 1990                                     |
| Norte de Santander   | 1      | 1987                                     |